# Szádok Szásszi
Szádok Szásszi (arabul: الصادق ساسي); Tunisz, 1945. november 15. –) tunéziai válogatott labdarúgókapus.

## Pályafutása

### Klubcsapatban
1962 és 1979 között a Club Africain csapatában játszott. Ötszörös tunéziai bajnok és nyolcszoros kupagyőztes. 

### A válogatottban
1963 és 1978 között 87 alkalommal szerepelt a tunéziai válogatottban. Részt vett az 1978-as világbajnokságon, illetve az 1963-as, az 1965-ös és az 1978-as Afrikai nemzetek kupáján.

## Sikerei, díjai
Club Africain
- Tunéziai bajnok (5): 1963–64, 1966–67, 1972–73, 1973–74, 1978–79